# Rafaâ Chtioui
Rafaâ Chtioui (* 26. Januar 1986 in Tunis) ist ein ehemaliger tunesischer Radrennfahrer, der auf der Straße aktiv war.

## Laufbahn
Rafaâ Chtioui gewann die Silbermedaille bei den Straßen-Radweltmeisterschaften 2004 im Straßenrennen der Junioren hinter Roman Kreuziger. Ein Jahr später wurde auch Zweiter bei den Afrikameisterschaften im Einzelzeitfahren der Elite. 2006 gewann er eine Etappe bei der Marokko-Rundfahrt und 2007 konnte er ein Teilstück der Ägypten-Rundfahrt für sich entscheiden. 2008 startete er im Straßenrennen der Olympischen Spiele und belegte Rang 86.
Nachdem Chtioui bereits von 2008 an beim Continental Team Doha fuhr, fuhr er in den Jahren 2010 bis 2012 für die europäischen Professional Continental Teams Acqua & Sapone und Europcar. 2010 gewann er das Straßenrennen der Männer bei den Arabischen Meisterschaften. Er konnte für die europäischen Mannschaften keine Erfolge in Europa erzielen, wurde aber für seinen Verband 2011 Panarabischer Meister im Einzelzeitfahren. Nach einem Jahr ohne Zugehörigkeit für ein internationales Radsportteam, wechselte er 2014 zum Skydive Dubai Pro Cycling Team, für das er die Etappenrennen Jelajah Malaysia 2014 und La Tropicale Amissa Bongo 2015 gewann.
Im April 2015 machte Chtioui Schlagzeilen, als er bei der Kastilien-Leon-Rundfahrt von der Strecke abkam. Auf der Suche nach dem Feld fuhr er ziellos mehrere Landstraßen ab, ohne Landkarte, ohne Telefon, ohne Geld und mit sehr begrenzten Portugiesisch-Kenntnissen. Er sprach zahlreiche Passanten an, die ihm aber nicht weiterhelfen konnten. Erst mit Hilfe eines geliehenen Smartphones gelangte er auf die Webseite des Rennens und fand mit Hilfe der dortigen Informationen auf die Strecke zurück. Sein Teamkamerad Francisco Mancebo kommentierte: „Rafaâ ist manchmal ein wenig zerstreut.“ Später musste Chtioui das Rennen aufgeben.
Nach seiner besten Saison wurde Chtioui 2016 und 2017 überhaupt nicht in den Ergebnislisten der UCI geführt. 2018 kehrte er mit dem bahrainischen Continental Team VIB Sports auf die internationale Ebene zurück, weitere zählbare Erfolge gelangen ihm jedoch nicht mehr. Nach der Saison 2019 beendete er im Alter von 33 Jahren seine Karriere im Radsport.

## Erfolge
2004
- Weltmeisterschaften – Straßenrennen (Junioren)

2005
- Afrikameisterschaften – Einzelzeitfahren

2006
- eine Etappe Marokko-Rundfahrt

2007
- eine Etappe Ägypten-Rundfahrt
- eine Etappe Marokko-Rundfahrt
- eine Etappe Tour de l’Avenir
- eine Etappe Tour des Aéroports
- Panarabische Spiele – Einzelzeitfahren

2008
- International Grand Prix Al-Khor

2009
- eine Etappe Tour de Singkarak

2010
- Tunesischer Meister – Straßenrennen

2011
- Panarabische Spiele – Mannschaftszeitfahren
- Panarabische Spiele – Einzelzeitfahren

2013
- Challenge du Prince – Trophée de l'Anniversaire
- Tunesischer Meister – Straßenrennen
- – Einzelzeitfahren

2014
- Tunesischer Meister – Straßenrennen
- Gesamtwertung und eine Etappe Jelajah Malaysia

2015
- Gesamtwertung und zwei Etappen La Tropicale Amissa Bongo
- eine Etappe Tour of Japan
- Tunesischer Meister – Straßenrennen
- Tunesischer Meister – Einzelzeitfahren
- eine Etappe Tour of Taihu Lake